# Nicodemo (Rótov)
Boris Georgevich Rotov (en ruso, Борис Георгиевич Ротов), conocido como Nicodemo de Leningrado (Frolovo, 15 de octubre de 1929 - Ciudad del Vaticano, 5 de septiembre de 1978), fue un obispo de la iglesia ortodoxa rusa, arzobispo metropolitano de Leningrado (abreviado, Metropolitano Nicodemo de Leningrado) y presidente del Departamento de Relaciones Exteriores del Patriarcado de Moscú y toda Rusia.

## Biografía
Autor del diálogo interreligioso, ha sido incluido entre las personalidades más ilustres de la ortodoxia y la historia del ecumenismo ruso. En 1971 sucedió a Sergei Izvekov en el episcopado, quien fue elevado a la sede de Moscú y se convirtió en Pimen I de Moscú. La figura de Nicodemo estaba indisolublemente vinculada a la historia de Juan Pablo I, debido a un evento trágico. De hecho, el obispo fue recibido por el nuevo pontífice en una audiencia privada el 5 de septiembre de 1978; pero durante esto se derrumbó, muriendo en los brazos del papa, probablemente víctima de una enfermedad cardíaca que trató con nitroglicerina. Ya había tenido cinco ataques al corazón. El final de Nicodemo estuvo acompañado de una serie de sospechas: se especuló en particular que era un espía de la KGB y, considerando que Luciani pronto compartió su destino, que había bebido un café envenenado destinado al pontífice.
- Datos: Q249159
- Multimedia: Nicodemus (Rotov) / Q249159